# Roswitha von Liesborn
Roswitha von Liesborn zeitgenössisch Rotswindis (* 8. Jahrhundert; † 29. April im 9. Jahrhundert) war die erste Äbtissin des Klosters Liesborn (gegründet um 815) und ist eine Heilige der katholischen Kirche.

## Leben
Sie wird in sämtlichen Nekrologen und vergleichbaren Quellen im Umfeld des Stifts Liesborn stets als erste Äbtissin genannt und als Schwester Karls des Großen bezeichnet. Die erste Angabe ist wahrscheinlich richtig, über die zweite wird gestritten. Über eine Schwester Karls mit diesem Namen ist nichts bekannt. Möglicherweise war sie die Schwester des Grafen Bardo und Witwe des Ekbertiners Liudolf. Die Äbtissin ist in der Klosterkirche begraben. Vermutlich lag ihr Grab an einer Stelle, an der später eine Kapelle mit Marienaltar errichtet wurde.

## Gedenken
Sie wird von der katholischen Kirche als Heilige verehrt. Ihr Fest ist der 29. April.